# Джаляль, Мухаммад Осман
Мухаммад Осман Джаляль (Галлаль, Галяль, араб. محمد عثمان جلال‎; 1828 или 1829, Бени-Суэйф — 16 января 1898, Каир) — египетский писатель, переводчик, драматург и театральный деятель.

## Биография
Родился в 1828 или 1829 году в деревне Вана-эль-Кисс в округе Васта в мухафазе Бени-Суэйф. Окончил школу иностранных языков в Каире. Работал переводчиком в различных министерствах и ведомствах, в поздние годы был судьёй в Каире и Александрии.
Один из основоположников египетской комедии нравов. Наиболее интересны его переделки, соответственно арабским нравам и быту Египта XIX века, пяти комедий Мольера («Тартюф, или Обманщик» под названием «Шейх Матлюф», «Учёные женщины» и т. п.), драм Расина и Корнеля. Действующие лица говорят у него народным (разговорным египетским), а не старым литературным языком. Эта особенность была в 1870-х годах смелым новшеством, встреченным враждебно.
Джаляль переводил также Лафонтена и Бернардена де Сен-Пьера (уже литературным языком) и др.; писал исторические произведения, учебники.